# Franići
Franići su stara humska plemićka obitelj koja potječe još od bana Nimičića, dobro poznatog hrvatskog plemića. U 15. ili 16. stoljeću se pod prijetnjom Turaka sele u Poljičku Republiku i grade svoje imanje u Blatu na Cetini. 
Budući se u Poljičkom Statutu u navedeno vrijeme počinju nazivati didići takozvana "bosanska vlastela" koji su ustvari staro hrvatsko plemstvo, uglavnom iz krajeva sadašnje Hercegovine, vjerojatni je uzrok tome doseljavanje djelova obitelji koji bježe pred Turcima koji prodiru iz Bosne, kao što je to slučaj i kod Franića. Potom imanja i utvrde grade najčešće tamo gdje su i od ranije njihove porodice imale svoje posjede. 
Drugi sloj čine "ugarska vlastela" ili tako zvani "ugričići".

## Vanjske poveznice
- Društvo Poljičana  Arhivirana inačica izvorne stranice od 5. ožujka 2010. (Wayback Machine)